# Libythea latefulva
Libythea latefulva är en fjärilsart som beskrevs av Ruggero Verity 1950. Libythea latefulva ingår i släktet Libythea och familjen praktfjärilar. Inga underarter finns listade i Catalogue of Life.